# Корјеново
Корјеново је насељено мјесто у Босни и Херцеговини у општини Кључ које административно припада Федерацији Босне и Херцеговине. Према попису становништва из 1991. у насељу је живјело 124 становника.

## Становништво
| Националност       | 1991. | 1981. | 1971. | 1961. |
| Срби               | 115   | 190   | 272   | 375   |
| Југословени        | 3     | 18    |       |       |
| Хрвати             | 6     |       | 21    | 39    |
| остали и непознато |       |       |       |       |
| Укупно             | 124   | 208   | 294   | 414   |

| Демографија | Демографија | Демографија |
| Година      | Становника  | Становника  |
| ----------- | ----------- | ----------- |
| 1961.       | 414         |             |
| 1971.       | 294         |             |
| 1981.       | 208         |             |
| 1991.       | 124         |             |